# Canis
Canis är ett släkte i familjen hunddjur vilket främst omfattar de större arterna inom familjen som vargar och schakaler. Det vetenskapliga namnet på släktet är latin för "hund".

## Utseende
Arterna i släktet har jämförelsevis långa extremiteter och yvig svans. I dagsljus är deras pupill rund. Liksom hos släktet Vulpes har arterna inom släktet Canis en körtel på bakdelen nära svansroten men sekretet luktar inte lika stark. Detaljer i skallkonstruktion skiljer även släktet från andra hunddjur. Kroppslängden (huvud och bål) är 45–160 centimeter, svanslängden 20–55 centimeter, mankhöjden 30–80 centimeter och vikten 6–80 kilogram. Vargen är generellt den största arten, men vissa populationer, till exempel på Arabiska halvön, är mindre än några av de andra släktmedlemmarna. Minst är schabrakschakal och sidstrimmig schakal.

## Utbredning
Det ursprungliga utbredningsområdet för släktet omfattar Eurasien och Afrika samt Nord- och Centralamerika. Med människans hjälp, genom introducering av tamhund och dingo till andra världsdelar, finns släktet idag över hela jorden (undantaget Antarktis).

## Systematik
Systematiken för släktet Canis är inte helt klarlagt, och bland annat är rödvargens ställning omstridd. De flesta auktoriteter betraktar både tamhund och dingo som underarter till varg. Möjligtvis är släktet Canis parafyletisk angående asiatisk vildhund och afrikansk vildhund. Enligt en genetisk studie (Lindblad-Toh et al. 2005) är dessa två arter nära släkt med guldschakal, prärievarg, varg, rödvarg och etiopisk varg, men inte med schabrakschakal och sidstrimmig schakal. Jättevargen ingick inte i studien.
Följande lista följer IUCN:
- Sidstrimmig schakal (Canis adustus)
- Guldschakal (Canis aureus)
- Prärievarg (Canis latrans)
- Varg (Canis lupus) - omfattar bland annat tamhund (C. l. familiaris) och dingo (C. l. dingo)
- Schabrakschakal (Canis mesomelas) - också kallad svartryggad schakal
- Rödvarg (Canis rufus) - kategoriseras ibland som underart till varg.
- Etiopisk varg (Canis simensis)

Jättevarg (Canis dirus) dog ut i förhistorisk tid och listas därför inte av IUCN.
Senare har guldschakalen delats upp på två arter. Arten guldschakal anses numera endast täcka den asiatiska populationen, medan den afrikanska populationen fått namnet afrikansk guldvarg (Canis anthus eller Canis lupaster).